# Robbie Dupree
Robbie Dupree (New York, 23 dicembre 1946) è un cantante e chitarrista statunitense.

## Biografia
Negli anni Settanta diventa voce ufficiale del gruppo New World, il cui leader è Nile Rodgers. Si fa conoscere, nel frattempo, nei locali più chic di New York.
Nel 1979 firma un contratto con la Elektra Records. Il suo primo lavoro, Robbie Dupree, entra a far parte della classifica Billboard. Viene, inoltre, nominato ai Grammy Awards.
Anche il secondo disco, Street Corner Heroes, ottiene un buon riscontro di pubblico. All'interno è presente uno dei cavalli di battaglia di Dupree, Brooklyn Girls.
Ha collaborato con la World Wrestling Federation. Ha composto il tema musicale della coppia Tito Santana-Rick Martel.

## Discografia
- 1980: Robbie Dupree
- 1981: Street Corner Heroes
- 1989: Carried Away
- 1993: Walking on Water
- 1995: Smoke and Mirrors
- 1998: Live All Night Long
- 2003: Robbie Dupree with David Sancious
- 2010: Time and Tide
- 2012: Arc of a Romance